# 李野光
李野光（1924年—），原名李光鉴，笔名骆漠，湖南人，毕业于北京大学西语系，中国共产党党员、中国大陆翻译家。李野光主要翻译美国诗人沃尔特·惠特曼的作品。

## 生平
1924年，李野光出生在湖南省涟源市。
1942年，李野光开始发表作品。
1951年，李野光毕业于北京大学西语系。毕业后，李野光在中国社会科学院工作。
1979年，李野光加入中国作家协会。

## 家庭
李野光的妻子戴侃，英文翻译家。

## 作品
- 《惠特曼评传》
- 《草叶集》（美国沃尔特·惠特曼；合译者楚图南）[1]
- 《飘》（美国玛格丽特·米切尔；合译者庄绎）[2]
- 《林肯夫妇》（美国斯通）

## 奖项
- 2004年，中国翻译协会“资深翻译家”荣誉称号。